# James Stack
James Langford Stack (Fond du Lac, 29 novembre 1860 – Los Angeles, 22 ottobre 1928) è stato un golfista statunitense.

## Carriera
Stack partecipò al torneo individuale di golf ai Giochi olimpici di Saint Louis 1904, in cui giunse sessantaseiesimo a pari merito con Meade Yates.